# Syndrom Johna Wayna
Syndromem Johna Wayna se rozumí představa o nezranitelnosti a extrémní fyzické i emoční odolnosti. Nazván je podle amerického herce Johna Wayna, který hrál v řadě westernů a válečných filmů.
Tento syndrom se vyskytuje hlavně u záchranářů všech složek, kteří se při své práci setkávají s řadou stresujících situací, čas od času mimořádně hrozivých, které si pamatují celý život a které mohou další profesní, ale i soukromý život ovlivnit zásadním a ne vždy pozitivním způsobem.